# Беловская ГРЭС
Бело́вская ГРЭС — предприятие энергетики  ОАО «Кузбассэнерго», входит в Группу «Сибирская генерирующая компания» (СГК).
Награждена Орденом «Знак Почёта» (1974). Расположена в пгт Инской, Кемеровская область.
Установленная электрическая мощность — 1260 МВт.
Установленная тепловая мощность — 229 Гкал/час.

## История и производство
Беловская ГРЭС сооружена между жилыми кварталами посёлка городского типа Инской и деревней Коротково, в центральной части Кузбасса, на реке Иня. Для нужд станции на реке создано Беловское водохранилище.
Начало строительства станции — июль 1956 года. Первый энергоблок ГРЭС мощностью 200 МВт был запущен 29 июня 1964 года. В 1968 году, с вводом шестого блока, станция достигла своей проектной мощности 1200 МВт. Установленная тепловая мощность ГРЭС — 123 Гкал/ч.
Сегодня на станции установлено 6 энергоблоков мощностью 200 и 230 МВт, 6 прямоточных симметричных двухкорпусных котлов ПК-40-1 паропроизводительностью 640 тонн в час, 6 турбогенераторов, подстанция 500 кВ, ОРУ 110 и 220 кВ
В течение 2014 года была завершена модернизация энергоблоков № 4 и № 6. По сути взамен демонтированных старых блоков были построены новые, мощностью по 225 МВт. Турбины марки К-225-12,8-3М произведены петербургским ОАО «Силовые машины».
Во время комплексных испытаний энергоблока № 6 Беловская ГРЭС вышла на исторический максимум электрической мощности — станция работала с нагрузкой 1256 МВт.
С 1 января 2015 года установленная мощность станции была увеличена до 1240 МВт (на 40 МВт), а с 1 ноября 2015 года, после переаттестации новых энергоблоков с 220 до 230 МВт каждый — установленная электрическая мощность станции возросла до 1260 МВт.
Сегодня на долю ГРЭС приходится около трети всей вырабатываемой в области электроэнергии. Через высоковольтные линии электроэнергия поступает в Кемерово, Новокузнецк, Белово и другие города, а также в соседние регионы. Электростанция обеспечивает основное потребление электрической энергии промышленными предприятиями Кемеровской области.
В середине 1980х годов существовала установка по приготовлению и сжиганию водоугольного топлива.